# Bocéprévir
Le bocéprévir est un inhibiteur de la protéase NS3/4A du virus de l'hépatite C de génotype 1 commercialisé en France sous le nom de Victrelis par les laboratoires MSD France depuis le 18 juillet 2011.
Il est indiqué en association avec le peginterféron alfa et la ribavirine, chez le patient adulte atteint de maladie hépatique compensée, non préalablement traité ou en échec à un précédent traitement.
L’administration de bocéprevir est associée à la survenue d’une anémie chez un peu moins de la moitié des patients.